# The Lionman
The Lionman (på dansk: Løvemanden) er en New Zealandsk tv-dokumentar-serie om New Zealands fristed for store katte, kaldet Zion Wildlife Gardens. Serien er opkaldt efter the Lionman, Craig Busch, parkens grundlægger og hovedaktionær, og følger ham og hans medarbejdere, som de administrerer parken og dens samling af ca. 30 løver og tigre af forskellige arter, og andre dyr. Såvel som førstehånds kommenteret af Busch og hans medarbejdere, fortælles serien gennem skuespiller Miles Anderson. Ud over de aktiviteter der foregår inde i parken, viser serien også Busch' relaterede salgsfremmende aktiviteter og hans forskellige dyrelivs missioner i udlandet, herunder rejser til Afrika og Thailand. The Lionman er en af New Zealands mest succesfulde tv-serier, der vises i 93 lander verden over. 
Tre serier er blevet produceret, hvoraf den første begyndte optagelser i New Zealand den 17. juni, 2004. De første to serier blev bestilt af den statslige tv-station TVNZ, men en tredje serie kom der tvivl om, følgende Buschs dom for overfald. Uafhængig finansiering kunne producere den tredje serie og TVNZ besluttede at sende den, efter at have fastslået at der stadig var efterspørgsel på den populære serie. Den er produceret af Great Southern Television. 
Serien fremhæver de aktiviteter der skal til, for at bevare parken, herunder fødsel af flere unger af truede arter, og optagelserne af løver til tv-reklamer og andre tilbud. Såvel som disse og de besøgendes penge i parken, fungerer serien i sig selv som en kilde til den vigtige støtte af parkens avlsprogram.